# Выжившие (сериал, 2008)
«Вы́жившие» (англ. Survivors) — британский фантастическо-драматический телесериал 2008 года. Премьера сериала состоялась 23 ноября 2008 года на телеканале BBC, в России сериал стартовал на телеканале ТВ3 20 ноября 2010 года. Сериал снят телеканалом BBC по книге Терри Нейшна и стал своего рода переосмыслением классической версии «Выживших» 1975 года. В апреле 2010 года BBC объявила, что из-за низких рейтингов производство сериала прекращено.

## Сюжет
Несколько человек, по неизвестной причине оставшиеся в живых после эпидемии смертельного вируса, пытаются выжить в новых условиях. Разные характеры, судьбы, привычки, взгляды на жизнь и пустой город, где им предстоит научиться жить друг с другом.

## Основные действующие лица
- Эбигейл Грант — Джули Грэхэм: Эби ищет своего сына Питера. Интуиция подсказывает, что тот жив. Настроена очень доброжелательно ко всем выжившим, группа основных героев образуется именно вокруг неё. Она и её сын — единственные, кто перенес болезнь, не имея врожденного иммунитета, что делает их желанной добычей для таинственной организации, пытающейся найти вакцину.
- Томас Прайс — Макс Бизли: Когда началась эпидемия, Том отбывал длительный срок в тюрьме. Убив единственного выжившего охранника, Том сбегает и направляется домой, но обнаруживает, что его мать уже умерла. Жестокий и не испытывающий угрызений совести, он остается в группе, в основном, из-за привязанности к Ане.
- Грег Престон — Патерсон Джозеф: Грег — второй встреченный Эбби выживший. До эпидемии был системным аналитиком в банке. Поначалу он не собирался вступать в какие-либо группы, но Эбби убеждает его и других выживших объединиться. Он более подготовлен к выживанию, максимально быстро находит необходимое снаряжение. Незадолго до эпидемии жена Грега бросила его ради госслужащего и уехала с детьми. Позже Грег узнаёт, что его жена могла знать о вирусе заранее и, возможно, спаслась.
- Аня Разински — Зои Таппер: Аня была доктором в городской больнице, когда началась эпидемия. На её глазах умерли сотни пациентов, включая её подругу Дженни. Она находит на шоссе раненого Тома и оказывает ему первую помощь. Аня настолько шокирована смертями, что поначалу хочет убить себя, а после отказывается заниматься медициной. И только необходимость помочь рожающей женщине заставила её раскрыть свои навыки остальным.
- Эл Садик — Филлип Риз: Элл (как вариант Ал — «сокращено от Алима») до того, как произошёл этот катаклизм, только и делал, что гулял. Состояние дяди позволяло ему гулять и кутить. Его постоянно окружали девочки, спиртное текло рекой, а в клубах он был постоянным клиентом. И вот, оставшись один, Эл разъезжает на «крутой» дорогой машине по пустому, вымершему городу, пьёт шампанское и не знает, или не понимает, что жизнь теперь изменилась. Если бы не встреча с Наджидом, то, наверное, он пропал бы где-то в дороге.
- Наджид Ханиф — Патель Чахак: Наджид, верующий в Бога мальчик-мусульманин, в котором были воплощены все самые хорошие человеческие качества, оказался твёрдой опорой для Элла. Когда они стали друзьями, в характере Элла обнаружились новые черты, которые так и не раскрылись бы, если бы он продолжал свою разгульную жизнь в большом мегаполисе.
- Сара Боуэр — Робин Эддисон: Сара — это, на первый взгляд, хрупкая и глупая девушка. Несмотря на её некоторые недостатки, такие как эгоизм и легкомыслие, она начинает вызывать к себе симпатию. У неё слабый характер, но она не злая, просто растерянная девушка, которая не знает, что ей делать.

## В ролях
Джули Грэхэм — Эбби Грант 

Макс Бизли — Том Прайс 

Патерсон Джозеф — Грэг Престон 

Зои Таппер — Аня Разински 

Филлип Риз — Алим Саадиг 

Робин Аддисон — Сара Боуэр 

Никки Амука-Бёрд — Саматэн Виллис 

Джеральдин Сомервилль 

Николас Гливс — Джэймс Уитакер

## Список серий
| № | Название  | Режиссёр          | Автор сценария | Дата премьеры   | Зрители в Великобритании (млн) |
| --- | --------- | ----------------- | -------------- | --------------- | ------------------------------ |
| 1 | «Серия 1» | Джон Александр    | Эдриан Ходжес  | 23 ноября 2008  | 6.97                           |
| Вирус «европейского гриппа» распространяется по всему миру. Всего за несколько дней заболевают миллионы людей, включая Эбби Грант, Дженни Коллинз и её подругу Патрицию. Вирус чрезвычайно опасен и убивает подавляющее большинство людей, оставив в живых лишь тех, кто обладает врождённым иммунитетом и тех, кто переболел и смог выздороветь. Эл, Аня, Наджид и Том, проснувшись однажды утром и обнаружив, что все вокруг мертвы, отправляются на поиски выживших. Эбби, придя в себя после болезни, понимает, что её сын Питер пропал. |           |                   |                |                 |                                |
| 2 | «Серия 2» | Эндрю Ганн        | Эдриан Ходжес  | 25 ноября 2008  | 5.99                           |
| Выжившие отправляются за припасами в местный супермаркет, где сталкиваются с вооружённой группой людей, которые угрожают убить их, если они вернутся. Грег находит продовольственный склад с большими запасами еды и находящихся там девушку Сару и её раненого друга Боба. Тем временем Эл и Наджид тоже заняты поисками пропитания. |           |                   |                |                 |                                |
| 3 | «Серия 3» | Эндрю Ганн        | Гэби Чьяппе    | 2 декабря 2008  | 5.22                           |
| Грег и Том сталкиваются с семьёй, которая всё это время находилась в изоляции. После разговора с одним из членов семьи, мужчины с ужасом осознают, что возможно заразили его вирусом. В поисках сына Эбби встречает Саманту Уиллис, последнего выжившего представителя власти, которая теперь руководит общиной, где есть горячая вода, еда, свет и энергия. В исследовательской лаборатории ученые пытаются разработать вакцину от вируса.                                                                                                  |           |                   |                |                 |                                |
| 4 | «Серия 4» | Иэн Б. МакДональд | Саймон Тиррелл | 9 декабря 2008  | 5.42                           |
| Эбби отправляется в поместье Уотерхаус, где знакомится с Джимми Гарландом, который вынужден жить в пещере, так как его дом заняли враждебно настроенные подростки. Тому, Элу и Наджиду пришлась по душе община, где они чувствуют себя в безопасности, но после конфликта с Самантой Уиллис Эл вынужден уйти. Том изо всех сил старается угодить Саманте, но потом она узнаёт о его криминальном прошлом. |           |                   |                |                 |                                |
| 5 | «Серия 5» | Иэн Б. МакДональд | Эдриан Ходжес  | 16 декабря 2008 | 5.62                           |
| Наджид встречает в лесу группу людей во главе с духовным наставником Джоном и приводит их в дом, где живут остальные выжившие. Но вскоре все замечают странное поведение Джона, который, как выясняется позже, болен шизофренией. В исследовательском центре ученые просматривают видеосообщения, записанные группой Саманты. На одном из них Эбби рассказывает свою историю выздоровления. Теперь учёным нужно как можно скорее найти Эбби, так как она может помочь в разработке вакцины.                                                  |           |                   |                |                 |                                |
| 6 | «Серия 6» | Джэми Пэйн        | Эдриан Ходжес  | 23 декабря 2008 | 4.65                           |
| Саманта Уиллис нанимает группу вооруженных людей во главе с Декстером. Они похищают Аню, когда узнают, что она врач. Но Том спасает её и убивает одного из похитителей. Эбби вместе с остальными вынуждена покинуть обжитое место из-за страха нового нападения людей Саманты. Наджид убегает в город, и остальные отправляются на его поиски. Эбби похищает группа вооруженных людей из лаборатории. |           |                   |                |                 |                                |